# Nicoletto Giganti
Nicoletto Giganti fue un maestro de esgrima veneciano del siglo XVII. En su frontispicio en 1606 se conserva la inscripción «Nicoletto Giganti, veneciano», y también hay razones completas para creerlo, porque él o su familia se mudaron a Venecia desde la ciudad de Fossombrone (Italia central).

## Biografía
Poco se sabe sobre la vida de Giganti, pero en la dedicación a su tratado de 1606, él tiene veintisiete años de experiencia profesional, mientras que la familia Giganti ha servido durante mucho tiempo en el servicio militar en Venecia.
Es uno de los fundadores de la escuela veneciana de esgrima.

## Tratado «Escuela o Teatro»

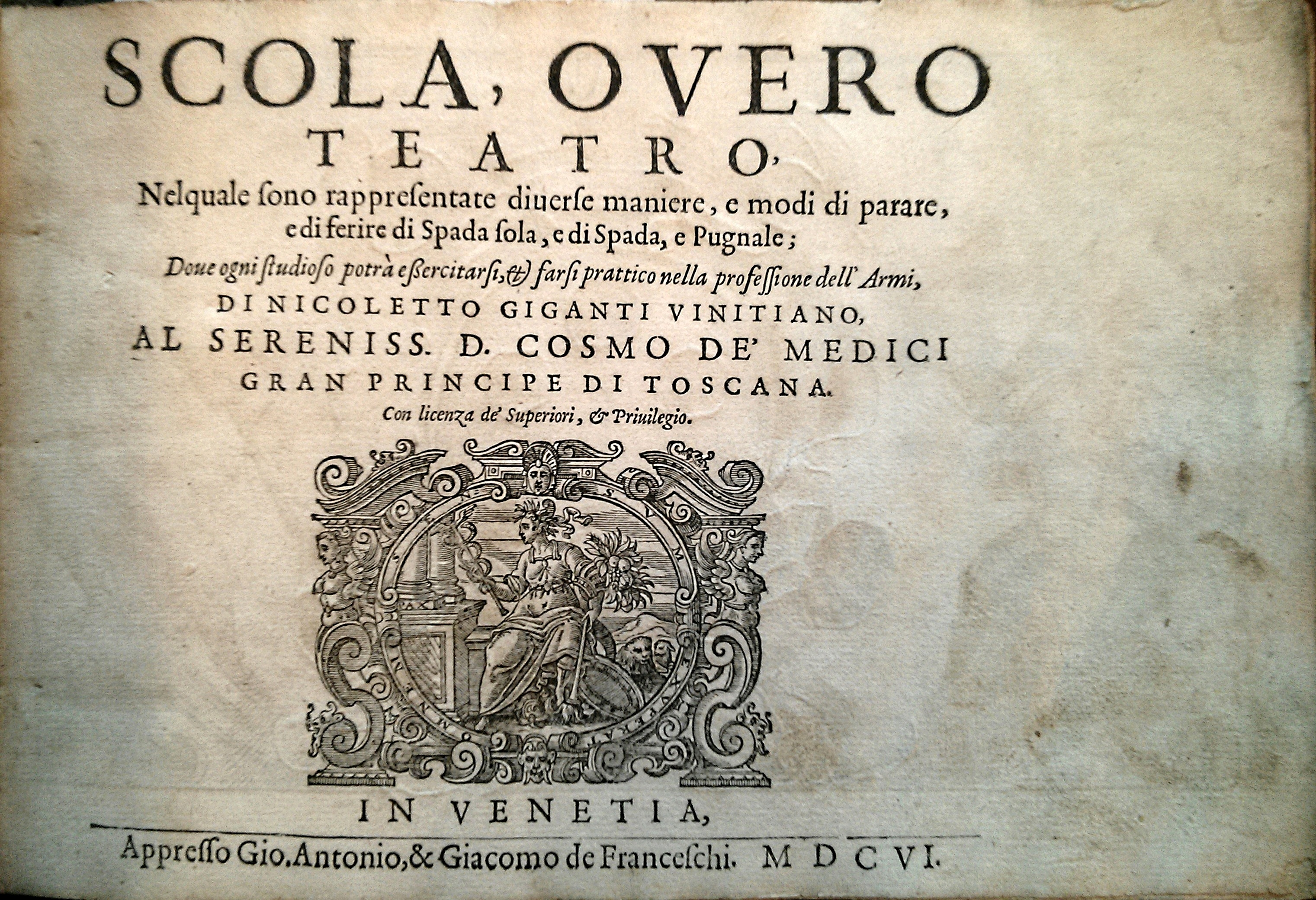
Tratado «Scola, overo, Teatro». Nicoletto Giganti

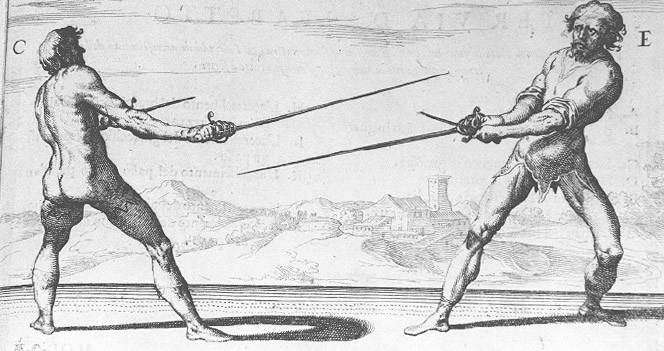
Demostración del trabajo con una espada y una daga del tratado «Scola, overo, Teatro» Nicoletto Giganti

Su obra, 1606, fue reeditada en Italia en 1628, traducida al francés y al alemán, respectivamente, en 1619, 1622 y 1644.
Nicoletto Giganti se distinguió por explicar claramente por primera vez las ventajas de una embestida en la aplicación a la mayoría de los ataques. La primera ilustración en su tratado «Scola, overo, teatro» muestra a una persona que interpreta «tirare una stoccata longha», y su postura no es muy diferente de la estocada moderna correcta.
Al igual que el Patenostriere, Giganti lidera varias posiciones de combate, pero para el uso asigna solo dos, corresponden a la cuarta y tercera posiciones de combate. En su contra guardia, que es la «conjunción» habitual, combina los principios de contraposición o trovare di spada. Esta acción, en la que el cuerpo está cubierto por la unión de las cuchillas, lo llama coprire la spada del nemico, y depende de las posiciones de combate que asigne. Esta acción se llama stringere di dentro via, o di fuora via. Los golpes de apuñalamiento se aplican con un ataque o con varios desplazamientos, ya que se tienen en cuenta los movimientos que hace el enemigo. También Nicoletto Giganti asigna un trazo con una mano extendida, que se realizan en una línea alta o baja. Sus nombres no son diferentes. Todos presentados por Nicoletto Giganti en sus fintas de tratado son simples, porque las fintas complejas con spada longa no permiten realizar movimientos rápidos.
Dos años más tarde, Giganti publicó el segundo trabajo, donde defendió las ventajas de la posición de combate con el pie izquierdo adelantado y anunció su intención de publicar otro tratado en el que mostraría «que uno puede realizar todas las acciones colocando su pie izquierdo». Esta declaración incomprensible fue completamente inexplicable, sin embargo, el libro mencionado nunca fue publicado. En cambio, se publicaron traducciones en francés y alemán del primer tratado de Nicoletto Giganti «Scola, overo, Teatro», y luego se volvió a publicar.

## Literatura
- Venetian Rapier: The School, or Salle: Nicoletto Giganti’s 1606 Rapier Curriculum with New Introduction, Complete Text Translation and Original Illustrations. Nicoletto Giganti, Freelance Academy, 2015. — 80 p.
- The History and Art of Personal Combat. Arthur Wise. Courier Corporation, 2014. — 288 p.
- The Encyclopedia of the Sword. Nick Evangelista. Greenwood Publishing Group, 1995 — 690 p.
- Martial Arts of the World: An Encyclopedia of History and Innovation [2 volumes]: An Encyclopedia of History and Innovation. Thomas A. Green, Joseph R. Svinth. ABC-CLIO, 2010 г. — 663 p.
- The History and Art of Personal Combat. Arthur Wise. Courier Corporation, 2014 — 288 p